# Ca l'Escolà (Manlleu)
Ca l'Escolà o Colònia Casacuberta és una antiga colònia tèxtil del municipi de Manlleu (Osona), actualment deshabitada, els edificis industrials de la qual encara mantenen l'activitat i són inclosos en l'Inventari del Patrimoni Arquitectònic de Catalunya.

## Descripció
L'edificació industrial segueix l'estructura tradicional de les fàbriques instal·lades a les vores del riu Ter, amb amplis finestrals, de dues plantes (planta baixa i 1r pis). Fa 44 m de llarg per 15 m d'ample. Està orientat paral·lelament al riu. Les teulades són de doble vessant amb teula àrab. L'estructura de la nau consisteix en pilars metàl·lics i jàsseres de fusta amb grans voltes rebaixades o forjades amb bigues de fusta. Té una xemeneia quadrada de rajol de 3 m de costat i 22 d'altura. Constava originalment d'una sola nau coberta a dues vessants i amb finestres obertes regularment als dos pisos. Els murs estaven construïts amb còdols de riu i morter de calç, també amb pedres tallades a les cantoneres i ornaments de totxo. El funcionalisme d'aquest tipus de construccions permet la juxtaposició de diferents naus per tal d'engrandir el recinte si és necessari, transformant d'aquesta manera l'estructura original. Fins al 1940 també hi havia hagut un bloc d'habitatges, conegut com a cases de can Jacob, i la casa de l'amo. Però el gran aiguat d'aquell any els va afectar greument, juntament amb la torre de l'amo i el canal. Aquests dos elements van ser reconstruïts més tard. Els habitatges estaven situats dins la colònia, però separats de l'edifici de la fàbrica, concretament a la paret actual que dona a la pista que enllaça la gravera d'en Castellot amb la carretera de Manlleu a la Gleva. En l'actualitat, en els edificis annexos pròpiament a la fàbrica hi tenen activitat petites empreses i tallers de tota mena. A la nau principal se segueixen fent activitats tèxtils. L'entorn immediat està afectat per la intensa activitat de la gravera.
La resclosa és feta de formigó i pedres de riu. Fa uns 90 m de llarg per 3 m d'altura. L'edifici de les comportes, ben conservat, és de forma rectangular amb la coberta arrebossada de formigó, de còdols i ciment. Aquesta instal·lació continua activa per produir electricitat, amb dues turbines model Francis que donen una potència de 250 kW.

## Història
Can Casacuberta va ser una colònia tèxtil fundada el 1842. És una de les indústries que s'instal·laren a les vores del Ter durant el segle xix i que encara estan en funcionament. Va ser propietat de la família Casacuberta fins als últims anys, quan va passar a mans del Sr.Josep Maria Fusté i Espasa. Una estructura arquitectònica similar era la colònia dels germans Rusiñol, que evolucionà també, durant el segle xx, i es convertiren en grans colònies industrials que donaren feina a l'onada d'immigrants vinguts de fora de Catalunya. Els aiguats de 1940 van malmetre els habitatges dels treballadors, juntament amb la torre de l'amo i el canal. Aquests dos elements van ser reconstruïts més tard. La fàbrica tèxtil va tancar l'any 1981-1982.